# 快門速度

快门速度对再现运动的物体有着重要影响。为了达到相似的曝光效果而调整的光圈大小，使背景（绿色部分）模糊变化明显。

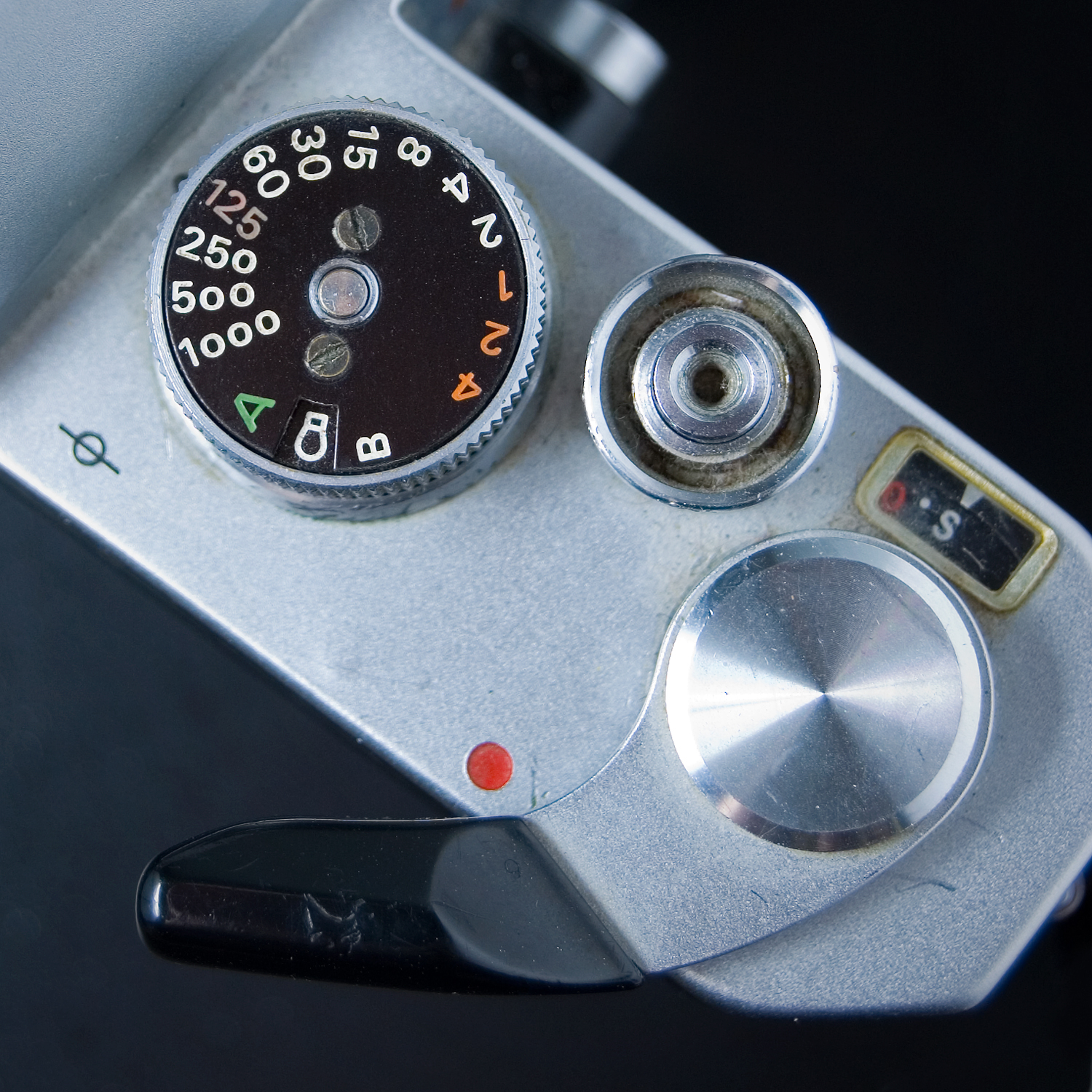
Nikomat EL系列相机的快门速度转盘。

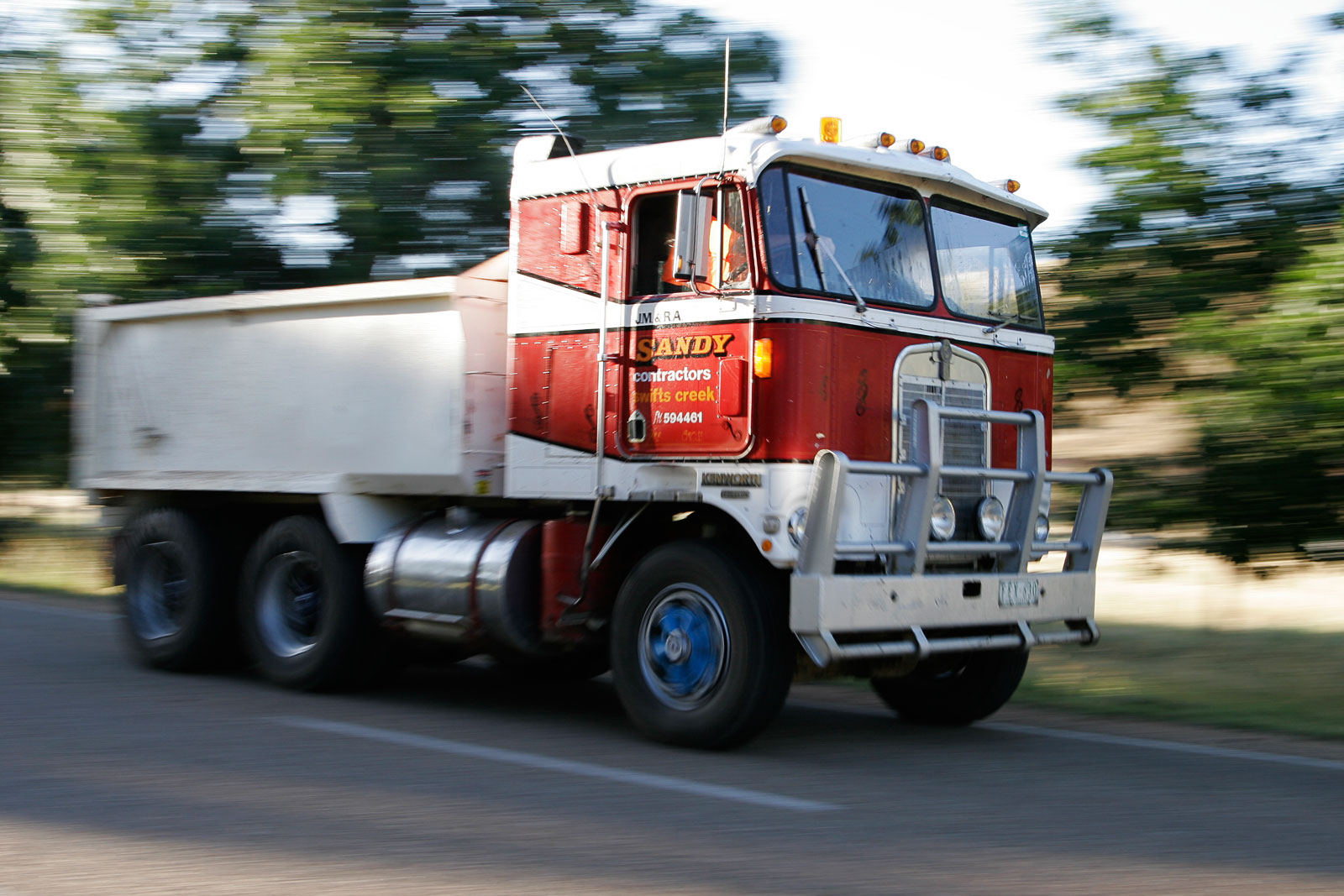
慢的快门加上相机的平移能使移动物体达到动态模糊效果。

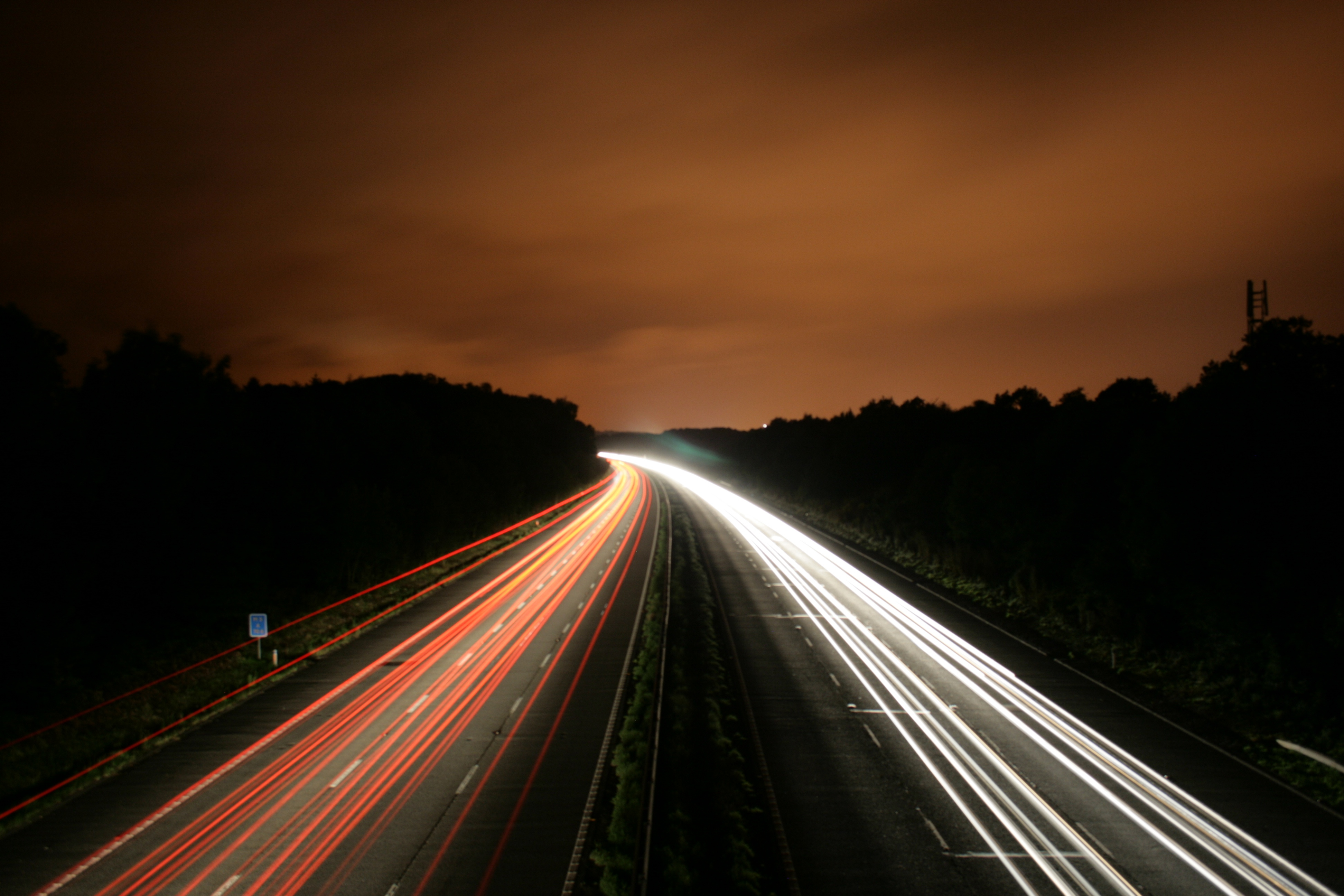
晚上道路的照片。曝光时间为30秒。

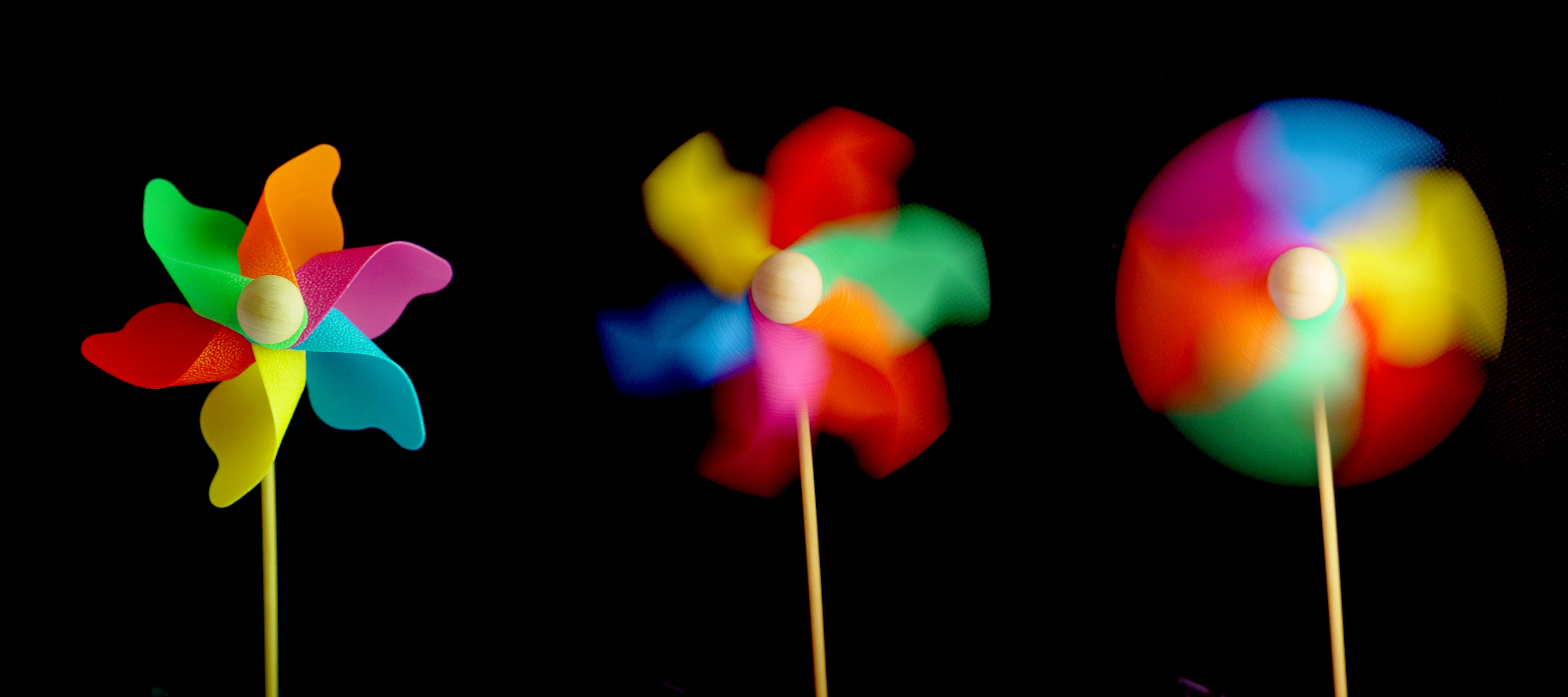
在三种不同快门速度下拍摄的风车

快门速度是摄影中常用的用于表达曝光时间的专门术语，即相机的快门开启的有效时间长度。总的曝光量和曝光时间成正比，也可以说是和光到达胶片或图像传感器的持续时间成正比。

## 概述
相机中的快门速度表示相机进行拍摄的时候快门保持开启状态的时间。快门速度和镜头的光圈大小（也叫焦距比数）一起决定光到达胶片或传感器的量。通常，曝光是通过曝光值（EV值）衡量的，表示减半或者加倍的曝光。
有多个不同的快门速度和光圈组合能达到相同的曝光：快门速度加倍（值减半）就会将曝光值提高1EV，光圈加倍（即光圈系数减半）就会将曝光值降低2EV。因为这样，一般的光圈与光圈之间就会相差{\displaystyle {\sqrt {2}}}倍（或取其近似数1.4倍）。这样，1/250秒的快门速度与f/8的光圈大小、1/500秒与f/5.6、1/125秒与f/11这三个曝光组合都能达到相同的曝光。
除了能改变曝光外，快门速度还可以改变运动呈现的形式。高速的快门可用于凝固快速移动的物体，如在拍摄体育运动的时候。而慢速快门会使物体模糊，常用于产生艺术效果。高速快门即曝光时间短，而慢速快门则表示曝光时间长。
调整光圈大小也会改变物体清晰可见的范围，即景深。光圈的变化要通过改变快门速度补偿。
早期的摄影，可用的快门速度没有一个标准，一般而言有1/10秒、1/25秒、1/50秒、1/100秒、1/200秒、1/500秒。在采用光圈表示的标准方法之后，即每调整一级光圈就会加倍和减半相机的进光量，（f/2.8、f/4、f/5.6、f/8、f/11、f/16等），标准的2:1比例，光圈变大一级，快门就要减慢一级，以达到相同的曝光。约定俗成的快门速度标准有：
- 1/1000秒
- 1/500秒
- 1/250秒
- 1/125秒
- 1/60秒
- 1/30秒
- 1/15秒
- 1/8秒
- 1/4秒
- 1/2秒
- 1秒

通过这一比例，快门速度调慢上述的一个级别进光量加倍（降低1 EV），调快上述的一个级别则进光量减半（增加1 EV）。
相机通常也包含用于长时间曝光的另外的一个或两个设置：
- B门，快门按下后到快门释放，快门保持开启。
- T门，快门按下后到快门再次按下，快门保持开启。

一般來說，快門速度愈快，曝光量便愈少。其缺點是所拍到的照片變愈黑暗，但是優點是對快速移動中的目標（如：遊戲中的嬰兒）可以捕捉當下的情景，而減少拍攝結果是模糊的情況。一般口袋型數位相機(point-and-shoot, non-DSLR)可能是由內部電腦自行調整，而無法直接調整快門速度；即使如此，快門速度仍可以透過調整曝光補償(exposure compensation)與底片感光速度(ISO)來間接控制。以 Canon PowerShot SD850 IS 為例，其快門速度是介於 15秒 ~ 1/1600秒之間。15秒 ~ 1秒間的快門時間可以直接由手動調整，但是1秒 ~ 1/1600秒之間的快門時間則無法直接手動調整。欲調整後者，可以透過(a)減低曝光補償的數值，或(b)增加底片感光速度來完成。
单反相机的快门速度可以手动设置，在快门优先模式下，快门速度可以在可选范围内任意设置，相机根据设置的快门速度自动设置光圈大小。高速快门速度能够捕捉到运动主体的瞬间动作，中速快门速度能够体现主体的运动感，低速快门能够在光照条件较差的情况下增加曝光量，但一般需要三脚架以维持稳定。